# Полтавцев, Алексей Сергеевич
Алексей Сергеевич Полтавцев (род. 25 марта 1987) — украинский самбист и дзюдоист, победитель и призёр первенств Украины по дзюдо среди молодёжи, бронзовый призёр первенства Европы по самбо среди юношей 2005 года, бронзовый призёр чемпионатов Европы по самбо 2008, 2009 и 2011 годов, серебряный призёр чемпионата мира по самбо 2008 года, мастер спорта Украины международного класса. Выступал в полулёгкой весовой категории (до 57 кг). Увлёкся самбо в 1998 году. Тренировался под руководством своего отца Сергея Полтавцева — мастера спорта СССР по самбо.